# 台中市公車617路
台中市公車617路目前行駛自臺中港旅客中心到嶺東科技大學，由中鹿客運營運。主要行駛於沙田路，此路線大部分經過台1線。

## 歷史
- 2015年10月16日：由臺中快捷巴士公司通車營運，營運區間為「梧棲農會—新烏日火車站」，為跳蛙路線。[1][2][3][4]
- 2015年12月4日:  調整發車時間。
- 2015年12月17日 ：開始收費營運。
- 2016年7月1日：由仁友客運接駛。[5]
- 2016年10月1日：由中鹿客運接駛[6]，並由新烏日火車站端延駛到嶺東科技大學及調整發車時刻，延駛後不繞經至新烏日火車站，改繞經高鐵臺中站。[7]並增設「大肚區公所」、「高鐵臺中站」、「學田活動中心」、「成功嶺三號門」、「彩虹眷村（嶺東南路）」、「嶺東科技大學（嶺東路）」、「嶺東科技大學（永春南路）」。
- 2017年1月26日：新增「龍井火車站」。
- 2017年6月1日：由跳蛙路線改為沿途各站皆停。[8]
- 2019年6月1日：「中山榮和路口（林新醫院）」更名為「烏日林新醫院（榮和路口）」。
- 2019年12月25日：梧棲端延駛至臺中港旅客服務中心，嶺東端延駛至仁友停車場。
- 2020年3月16日：「王田」更名為「成功車站（中山路）」。
- 2021年4月25日：烏日公車南站啟用調整行駛動線，不再停靠「高鐵臺中站」，改停靠「新烏日車站」。
- 2023年10月20日：「體育館前」更名為「中港高中（臺灣大道）」。
- 2024年3月31日：增設「中華興益路口」站。[9]
- 2024年5月11日：調整發車時刻。[10]
- 2024年9月9日：調整發車時刻。[11]

## 路線基本資料
單程行車里數約31.5公里，單程行車時間約75分鐘。往仁友停車場共74站，往臺中港旅客服務中心共74站。

### 時刻表
- 時刻表更新時間為2025年3月1日

| 台中市公車617路平/假日時刻列表 | 台中市公車617路平/假日時刻列表 | 台中市公車617路平/假日時刻列表 | 台中市公車617路平/假日時刻列表 |
| ------------------------------ | ------------------------------ | ------------------------------ | ------------------------------ |
| 臺中港旅客服務中心開時刻       | 臺中港旅客服務中心開備註       | 仁友停車場開時刻               | 仁友停車場開備註               |
| 06：05                         | -                              | 05：00                         | -                              |
| 07：30                         | -                              | 06：00                         | -                              |
| 09：10                         | -                              | 07：40                         | -                              |
| 10：30                         | -                              | 09：00                         | -                              |
| 11：50                         | -                              | 10：30                         | -                              |
| 13：30                         | -                              | 12：00                         | -                              |
| 14：00                         | -                              | 12：30                         | -                              |
| 14：40                         | -                              | 13：10                         | -                              |
| 15：00                         | -                              | 11：30                         | -                              |
| 16：30                         | -                              | 15：00                         | -                              |
| 17：00                         | -                              | 15：30                         | -                              |
| 18：00                         | -                              | 16：30                         | -                              |
| 19：00                         | -                              | 17：10                         | -                              |
| 20：20                         | -                              | 18：50                         | -                              |
| 22：10                         | -                              | 20：50                         | -                              |
| 23：00                         | -                              | 21：40                         | -                              |

### 收費
- 依里程計費；刷電子票證10公里免費。
- 里程計費說明：
  - 基本里程：8公里。
  - 基本里程票價全票20元、半票11元。
  - 超過基本里程（8公里）計費方式：
    - 全票=[2.431 x 搭乘里程數x （1+5%營業稅）] （四捨五入）
    - 半票=[2.431 x 搭乘里程數x （1+5%營業稅）] x 50% （四捨五入）

  - 兒童、老人、身心障礙者及其陪伴者依規定半票收費。

### 停站
- 參見右側路線圖。

## 圖片集

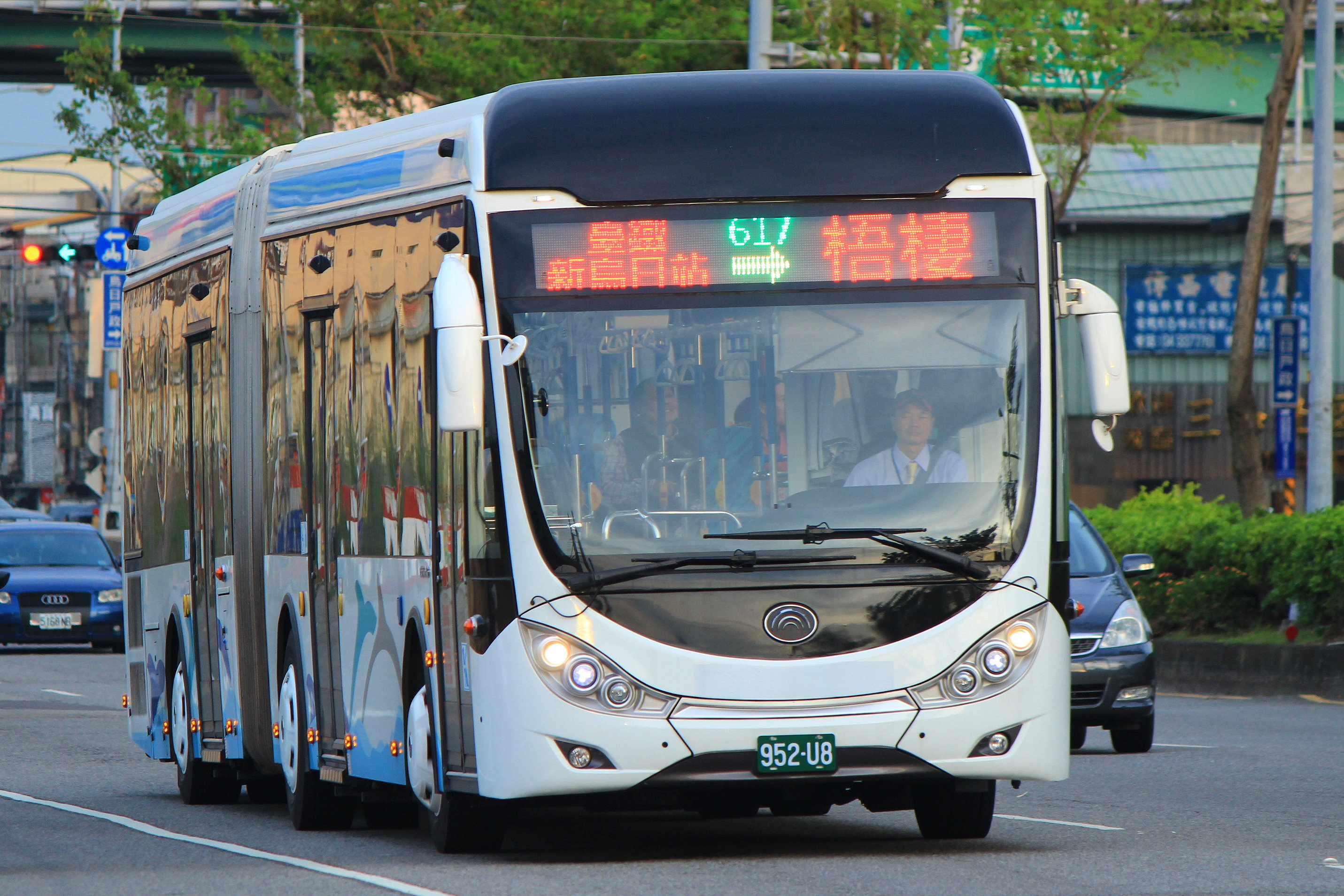
原臺中快捷巴士公司營運時期